# Campeonato Mundial de Esgrima de 1933
O Campeonato Mundial de Esgrima de 1933 foi a 11ª edição do torneio organizado pela Federação Internacional de Esgrima (FIE) de forma não oficial. O evento foi realizado em Budapeste, Hungria. 

## Resultados
Masculino
| Evento             | Ouro | Prata                                                                                     | Bronze |
| Espada individual  | França · Georges Buchard                                                                                               | Itália Saverio Ragno                                                                      | França · Bernard Schmetz                                                                                  |
| Espada por equipe  | Itália Giancarlo Brusati Giancarlo Cornaggia-Medici Renzo Minoli Saverio Ragno Franco Riccardi Mario Visconti          | França · Georges Buchard · Jacques Coutrot · Louis Prat · Paul Rousset · Bernard Schmetz  | Suécia · Raul Årmann · Curt Dahlgren · Hans Drakenberg · Gustaf Dyrssen · Bo Lindman · Sven Thofelt       |
| Florete individual | Itália Gioacchino Guaragna                                                                                             | Itália Giulio Gaudini                                                                     | Reino Unido · John Emrys Lloyd                                                                            |
| Florete por equipe | Itália Giorgio Bocchino Manlio Di Rosa Gioacchino Guaragna Giorgio Macerata Giuliano Nostini Saverio Ragno             | Áustria · Ernst Baylon · Richard Brünner · Kurt Ettinger · Josef Losert · Hans Lyon       | Hungria · Sándor Gözsy · János Hajdú · József Hátszeghy · Ottó Hátszeghy · Lajos Maszlay · Egon Meszlényi |
| Sabre individual   | Hungria · Endre Kabos                                                                                                  | Itália Gustavo Marzi                                                                      | Itália Giulio Gaudini                                                                                     |
| Sabre por equipe   | Hungria · Aladár Gerevich · György Piller · Endre Kabos · Pál Kovács · Lajos Maszlay · László Rajcsányi · Antal Zirczy | Itália Giulio Gaudini Gustavo Marzi Vincenzo Pinton Emilio Salafia Silvio Turchi Ugo Ughi | Reino Unido · Charles de Beaumont · Craven Hohler · John Emrys Lloyd · Arthur Pilbrow · Oliver Trinder    |

Feminino
| Evento             | Ouro                                                           | Prata                                                                                            | Bronze                                                                                           |
| Florete individual | Reino Unido · Gwendoline Neligan                               | Hungria · Erna Bogen-Bogáti                                                                      | Dinamarca · Mitzi With                                                                           |
| Florete por equipe | Hungria · Erna Bogáti · Margit Dany · Ilona Elek · Margit Elek | Reino Unido · Elizabeth Carnegy-Arbuthnott · Mary Geddes · Heather Guinness · Gwendoline Neligan | Áustria · Grete Friedmann · Elisabeth Grasser · Minna Kastner · Anni Roth · Frieda von Gregurich |

## Quadro de medalhas
País sede
| Ordem | País         | Medalha de ouro | Medalha de prata | Medalha de bronze |    |
| ----- | ------------ | --------------- | ---------------- | ----------------- | -- |
| 1     | Itália       | 3               | 4                | 1                 | 8  |
| 2     | Hungria      | 3               | 1                | 1                 | 5  |
| 3     | Grã-Bretanha | 1               | 1                | 2                 | 4  |
| 4     | França       | 1               | 1                | 1                 | 3  |
| 5     | Áustria      |                 | 1                | 1                 | 2  |
| 6     | Dinamarca    |                 |                  | 1                 | 1  |
|       | Suécia       |                 |                  | 1                 | 1  |
| TOTAL | TOTAL        | 8               | 8                | 8                 | 24 |